# Andrena korbella
Andrena korbella là một loài Hymenoptera trong họ Andrenidae. Loài này được Grünwaldt mô tả khoa học năm 2005.